# 王季
周王季（前12世紀—？），姬姓，周氏，名歷，由於是少子，又名季歷，是周太王的第三子，周文王昌的生父。
古公亶父有三個兒子，長子太伯、次子仲雍、三子季歷。周太王认为季歷之子昌有“圣瑞”，希望昌能繼承自己的王位，壯大周部落。太伯和仲雍為了讓季歷和昌能順利繼承周部落的王位，便逃亡至荊地，斷髮、紋身，以讓季歷，隨後兩人建立吳國。
王季與殷商王室聯婚，娶摯仲氏，姓任，生下周文王。據《竹書紀年》，季歷伐翳徒之戎有功，商的君主文丁忌憚，先嘉其功而監禁之，把他餓死。劉知幾記載這個說法在唐朝時有爭議。

## 家庭

### 父母
- 父：周太王
- 母：太姜

### 兄弟
- 長兄：太伯
- 次兄：仲雍

### 妻子
- 妻：太任

### 兒子
- 長子：周文王
- 次子：虢仲
- 三子：虢叔

### 引用
1. ↑  《史記 卷四 周本紀 第四》：古公卒，季歷立，是為公季。公季修古公遺道，篤於行義，諸侯順之。
2. 1 2   《史記 卷四 周本紀 第四》：「古公有長子曰太伯，次曰虞仲。太姜生少子季歷，季歷娶太任，皆賢婦人，生昌，有聖瑞。古公曰：「我世當有興者，其在昌乎？」長子太伯、虞仲知古公欲立季歷以傳昌，乃二人亡如荊蠻，文身斷髪，以讓季歷。古公卒，季歷立，是為公季。公季修古公遺道，篤於行義，諸侯順之。公季卒，子昌立，是為西伯。」
3. ↑  《詩經》〈大雅〉〈文王之什〉：「摯仲氏任，自彼殷商，來嫁於周。曰嬪於京，乃及王季，維德之行。大任有身，生此文王。維此文王，小心翼翼。昭事上帝，聿懷多福。厥德不回，以受方國。」
4. ↑  《今本竹書紀年 文丁十一年》：周公季歷伐翳徒之戎，獲其三大夫，來獻捷。王殺季歷。王嘉季歷之功，錫之圭瓚、秬鬯，九命為伯，既而執諸塞庫。季歷困而死，因謂文丁殺季歷。
5. ↑  劉知幾《史通》卷13〈疑古〉：「汲冢書云：『舜放堯於平陽，益為啟所誅。』又曰：『太甲殺伊尹，文丁殺季歷。』凡此數事，語異正經。其書近出，世人多不之信也。」